# Down with Love
Down with Love is een Amerikaanse romantische komedie uit 2003 onder regie van Peyton Reed.

## Verhaal
Het is 1962. Barbara Novak is een schrijfster in New York die andere vrouwen wil leren niet zo afhankelijk te zijn van mannen. In haar nieuwe boek, 'Down with Love', moedigt ze haar geslachtsgenoten aan hun carrière boven mannen te stellen. Haar uitgeverij weigert een boek met dit onderwerp uit te brengen. Haar uitgeefster Vikki Hiller raadt haar aan hulp te zoeken bij Catcher Block, een succesvolle schrijver en beruchte vrouwenverslinder. Omdat hij haar keer op keer ontwijkt, besluit ze hem te vergeten. Uiteindelijk maakt ze haar boek zeer succesvol door Judy Garland er een lied over te laten zingen op televisie.
Pas als Barbara zeer succesvol is, begint Catcher interesse in haar te tonen. Zij moet echter niets meer van hem weten en zij gaat zelfs zover dat ze hem zwartmaakt in een talkshow. Catcher besluit wraak te nemen en legt de belofte af dat hij zal bewijzen dat Barbara net zoals elke andere vrouw is en het slechts een kwestie van tijd is voordat ook zij als een blok voor hem valt. Hij weet dat ze hem nog nooit heeft gezien en daarom stelt hij zich voor als de astronaut Zip Martin. Hij neemt haar mee uit en ze valt inderdaad voor hem, niet wetend wie hij werkelijk is.
Catcher vindt het moeilijk om zijn plannen voort te zetten als hij tot de ontdekking komt dat hij gevoelens voor haar krijgt. Hij neemt haar mee naar zijn appartement en plaatst een microfoon in het huis om het moment op te nemen waarop ze hem de liefde verklaart. Barbara onthult dat ze al vanaf het begin wist dat hij Catcher was en hem al uit het verleden kende. Ze vertelt dat ze in werkelijkheid Nancy Brown is, een van zijn voormalige secretaresses die verliefd op hem werd, maar hem afwees, omdat ze niet een van zijn vele minnaressen wilde zijn. Catcher realiseert dat hij van haar houdt, maar zij is niet geïnteresseerd in een relatie en vertrekt.
Hij doet verscheidene pogingen om haar terug te winnen, maar zonder succes. Het gaat ook slecht met zijn beste vriend Peter, die het hart won van Vikki, maar zich realiseert dat hun relatie enkel gebaseerd is op seks. Catcher regelt een afspraak met Barbara en vertelt haar dat hij veranderd is sinds hij haar heeft ontmoet. Barbara voelt zich tot hem aangetrokken, maar zij wijst hem desondanks af. Als hij vertrekt, komt ze achter hem aan. Ze besluiten, net als Peter en Vikki, te trouwen in Las Vegas.

## Rolverdeling
| Acteur            | Personage                 |
| ----------------- | ------------------------- |
| Renée Zellweger   | Barbara Novak/Nancy Brown |
| Ewan McGregor     | Catcher Block/Zip Martin  |
| Sarah Paulson     | Vikki Hiller              |
| David Hyde Pierce | Peter MacMannus           |
| Rachel Dratch     | Gladys                    |
| Jack Plotnick     | Maurice                   |
| Tony Randall      | Theodore Banner           |
| Jeri Ryan         | Gwendolyn                 |
| Ivana Milicevic   | Yvette                    |
| Melissa George    | Elkie                     |

## Achtergrond
Het filmproject dateert van februari 2000, toen de scenaristen begonnen met het verfilmen van het scenario. In augustus 2001 werd aangekondigd dat regisseur Peyton Reed bezig was met de audities. Reed wilde een film maken in de stijl van de romantische komedies met Doris Day en Rock Hudson, zoals Pillow Talk (1959). Zellweger kreeg haar rol al in oktober 2001.
McGregor werd drie maanden later geselecteerd, in januari 2002. De opnames zouden beginnen in mei dat jaar. Samen met zijn tegenspeelster bracht McGregor in 2003, tijdens het filmen, een single uit. Er werden speciale kostuums ontworpen, omdat de nadruk werd gelegd op de jaren 60-sfeer. Volgens Zellweger werd er ook veel gekocht op eBay.
In de Verenigde Staten werd de film uitgebracht in 2123 filmzalen en bracht de film het eerste weekend al $7 miljoen op. Hij bracht in totaal echter niet meer dan $20 miljoen op, $15 miljoen minder dan het budget. De critici verschillen van mening over de film en over Renee Zellwegers gelijkenis met Doris Day.